# 비스카차쥐
비스카차쥐 또는 산비스카차쥐(Octomys mimax)는 데구과에 속하는 설치류의 일종이다. 비스카차쥐속(Octomys)의 유일종이다. 아르헨티나의 토착종이다. 배수성 비스카차쥐속(2n=56)은 2종의 흔치 않은 사배수성 염색체 종 붉은비스카차쥐(Tympanoctomys barrerae)와 황금비스카차쥐(Pipanacoctomys aureus)의 조상으로 추정된다.

## 특징
비스카차쥐는 쥐를 닮은 포유류로 머리부터 몸까지 몸길이는 약 11~18cm이고 몸무게는 85~121g이다. 발이 비교적 긴 반면에 꼬리는 12~16cm이다. 몸은 밝은 갈색을 띠고 하체는 희며, 털이 많은 꼬리를 갖고 있다. 두드러진 특징은 눈에 띠게 큰 청각융기와 앞니 뒤의 입천장에 붙은 수많은 콧수염이다. 이 콧수염의 정확한 기능은 명확하지 않지만, 입 안쪽에 음식물의 위치를 감지하는 것으로 추정된다.

## 분포 및 서식지
비스카차쥐는 아르헨티나 북서부 몬테 사막에서만 발견되며, 특히 카타마르카주와 라리오하주, 산루이스주, 산후안주에서 서식하며, 멘도사주에서도 사는 것으로 추정된다. 바위 사막과 해발 800m 이하의 준사막 환경에서 서식한다.

## 습성
야행성이고 독거형 동물로 낮 동안에는 바위 틈의 은신처에서 생활한다. 굴을 만들지는 않지만, 포식자로부터 보호하기 위하여 바위 틈 입구에 선인장 조각을 쌓는다. 약 12300m2의 넓은 행동권을 차지하며, 이웃하는 비스카차의 영역과 겹치기도 한다. 초식 동물로 관목 식물의 잎과 씨앗을 먹는다. 건기 동안, 먹이는 주로 프로소피스속(Prosopis) 나무의 잎과 보조적으로 카파리스속(Capparis)과 크레사속(Cressa) 식물의 잎으로 이루어져 있다. 우기에는 메이테누스속(Maytenus)과 구기자나무속(Lycium) 관목 식물을 포함하여 씨앗과 열매를 좀더 먹는다.